# Хрутка (бренд)
«Хрутка» — бренд швейцарской компании Nestlé, основанный в 2005 году.

## Описание
Бренд «Хрутка» был основан осенью 2005 года. Правообладателем стала швейцарская фирма Nestlé. Редизайн проводился в 2010, 2015, 2022 и 2024 годах.
В основном, под брендом «Хрутка» продаются сухие завтраки, обогащённые кальцием. В 2022 году в ассортимент бренда также вошли растворимые шоколадные напитки, шоколадные плитки и батончики и прочие готовые завтраки, ранее продававшиеся на российском рынке под брендами Nesquik и Cosmostars. Продукция ориентирована на детей.
Талисманом бренда является антропоморфный утёнок Хрутка.

## Продукция
Под брендом «Хрутка» продаются следующие продукты:

### АналогиNesquik[16]
- Молочный шоколад с молочной начинкой[17]
- Молочный шоколад «Фруттифан» с молочной начинкой и разноцветным драже[18]
- Батончик «Нуга и карамельный топинг»[19]
- Вафельная конфета «Криспи»[20]
- Быстрорастворимые какао-напитки[21][22][23][24][25][26][27][28]
- Сухие шоколадные завтраки[12][29][30][31][32][33][34][35][36][37][38][39][40]

### Аналоги Cosmostars
- Сухой медовый завтрак «Медовые луны и галактики»[41]

### Прочие сухие завтраки
- «Клубнично-ванильное настроение»[42]
- Злаковые подушечки с шоколадной начинкой[43]
- Кукурузные хлопья[44][45][46][47]
- Медовые хлопья[48]
- Медовые шарики[49]
- Злаковые подушечки с молочной начинкой[50]